# Intentionalitet
Intentionalitet är en filosofisk fackterm för fenomenet att medvetandetillstånd "handlar om" eller "är riktade mot" någonting. Mentala tillstånd som uppvisar intentionalitet kallas "intentionala tillstånd". Det som det intentionala tillståndet är riktat mot kallas det ”intentionala objektet" för tillståndet i fråga.

## Exempel på intentionala tillstånd och intentionala objekt
- Om man är kär i en person, är ens kärlek ett intentionalt tillstånd, eftersom den är riktad mot någon (nämligen den man är kär i — den man är kär i är kärlekens intentionala objekt).
- Om man är rädd för att gå till tandläkaren, är ens rädsla ett intentionalt tillstånd, eftersom den är riktad mot något (i det här fallet tandläkarbesök — rädslans intentionala objekt är tandläkarbesök).
- Om man undrar vad man gjorde i går, är ens undran ett intentionalt tillstånd (ens undran rör ju gårdagens förehavanden — vad man gjorde i går utgör det intentionala objektet för denna undran).
- Om någon tänker på Vitrysslands president, är det ett intentionalt tillstånd, eftersom tanken är riktad mot Vitrysslands president (i det här fallet blir Vitrysslands president det intentionala objektet för ens tanke).
- Om någon tror att mjölken är slut, är även det ett intentionalt tillstånd, eftersom tron handlar om någonting (nämligen mjölken och att mjölken är slut — såväl mjölken som det möjliga faktum att mjölken är slut kan räknas som intentionala objekt).

## Grader av intentionalitet
Det finns olika grader av intentionalitet. Man talar om intentionalitet av första, andra, tredje graden och så vidare.
Första graden innebär bara att man är medveten om något hos sig själv eller i sin omvärld. "Jag är hungrig" eller "Där finns ett äpple" eller "Jag tycker han är en tråkmåns" är alla exempel på första gradens intentionalitet. Alla djur med någon form av enkelt medvetande kan ha intentionalitet av första graden. 
Andra graden betyder att någon har en föreställning av intentionaliteten hos någon annan. Det innebär att man kan leva sig in i en annan människas psyke. På engelska kallas detta theory of mind, mentalisering, en uppfattning om vad som försiggår i någon annans huvud. "Jag tror att du gillar mig" är ett exempel på detta.
Sally och Ann-testet kan användas för att undersöka om en person klarar andra gradens intentionalitet. Vi berättar då om dockorna Sally och Ann, där Sally har en boll som hon lägger under en duk i sin korg. Medan hon är borta, flyttar Ann bollen till en låda med lock. Frågan är nu var Sally kommer att leta efter bollen när hon kommer tillbaka. Åhörarna vet var bollen finns, men om de inte klarar andra gradens intentionalitet, kan de inte förstå att Sally kan ha en annan uppfattning än de själva. Barn under fyra år klarar inte det, utan säger att Sally direkt kommer att leta i lådan, eftersom bollen faktiskt finns där.
Delfiner, schimpanser och andra storprimater utom människan verkar bara ha en viss liten inlevelseförmåga, alltså knappt andra gradens intentionalitet. Övriga primater saknar förmågan fullständigt. Mycket av djurens beteenden kan förklaras på annat sätt än med äkta inlevelse, men människor har en tendens att besjäla djur (och ibland även döda ting) mer än vad som kan försvaras vetenskapligt.
Tredje graden är att någon har en föreställning av någon annans föreställning av intentionaliteten hos en tredje. "Jag misstänker att han inbillar sig att hon tycker om honom" är exempel på det. Denna grad är intressant därför att jag då kan leva mig in i mitt eget psyke som det ter sig för någon utomstående, jag kan se på mig själv utifrån. Då kan jag också medvetet försöka påverka andras bild av mig, jag kan ha en åsikt om hur jag med olika åtgärder kan förändra denna bild. Det ger stora möjligheter till medveten social anpassning.
Högre grader behövs exempelvis när en författare skriver romaner. Författaren vill exempelvis att läsaren ska förstå att huvudpersonen misstänker att rivalen inbillar sig att flickan tycker mer om honom än om huvudpersonen. De flesta människor klarar upp till fjärde eller högst femte gradens intentionalitet i kedjor av typen "Peter är övertygad om att Johanna tror att Sally önskar att Peter ska anta att Johanna planerar …".

## Problem och frågor inom intentionalitetsteori
Filosofiska teorier om intentionaliten är försök att utreda de icke-empiriska relationerna mellan mentala tillstånd och deras intentionalitet samt mellan intentionala tillstånd och deras intentionala objekt.
Brentanos problem kallas ofta problemet att förklara möjligheten av att intentionala tillstånd kan vara riktade mot saker som inte finns. Om jag längtar efter min bästa vän, längtar jag efter någon som finns. Man kan tänka sig att han eller hon är det intentionala objektet för min längtan och att intentionalitet helt enkelt är en relation mellan min längtan och den jag längtar efter. Men om jag längtar efter jultomten, längtar jag efter någon som inte finns. Intentionalitet kan alltså i det här fallet inte vara en relation mellan min längtan och den jag längtar efter, eftersom den jag längtar efter inte finns. 
För att det ska finnas en relation mellan två saker måste de två sakerna finnas: att sitta i en soffa är detsamma som att ha en viss fysisk relation till en soffa -- det är just den relation vi brukar kalla "att sitta i". När Ambjörn sitter i Ikea-soffan Bullig är sittandet en relation mellan Ambjörn och Bullig. Om inte Bullig finns, kan inte Ambjörn sitta i den; och om inte Ambjörn finns kan han inte heller sitta i Bullig. 
På samma sätt borde det vara om intentionalitet vore en riktig relation mellan mitt intentionala tillstånd och det i yttervärlden som det intentionala tillståndet är riktat mot. Jag borde i så fall inte kunna längta efter jultomten, om han inte fanns; precis som jag inte skulle kunna sitta i en soffa som inte finns. Men uppenbarligen kan jag längta efter jultomten, trots att han inte finns. 
Brentanos problem är hur man skall kunna förklara detta.